# Apatania sachalinensis
Apatania sachalinensis är en nattsländeart som beskrevs av Martynov 1914. Apatania sachalinensis ingår i släktet Apatania och familjen Apataniidae. Inga underarter finns listade i Catalogue of Life.